# Jochen Steinecke
Jochen Steinecke (* 30. Juni 1938 in Halle (Saale)) ist ein ehemaliger deutscher Politiker (LDPD, FDP). 1990 gehörte er der letzten Volkskammer der DDR an.

## Leben und Beruf
Nach dem Besuch der Oberschule in Naumburg studierte Steinecke an der TH für Chemie Leuna-Merseburg, 1962 schloss er dieses Studium als Diplom-Ingenieur-Ökonom ab. Daraufhin ging er zum VEB Filmfabrik ORWO Wolfen und wurde dort Abteilungsleiter für Technik und Forschung. 1974 promovierte er zum Dr. Oec. Bei ORWO war er bis 1986 tätig.
Nach der Wiedervereinigung wurde Steinecke 1991 zum stellvertretenden Geschäftsführer der Wirtschaftsförderungsgesellschaft Sachsen-Anhalt berufen. 1996 wurde er Hauptgeschäftsführer des Verbandes der Metall- und Elektroindustrie Sachsen-Anhalt, diese Funktion übte er bis 2000 aus.

## Politik
Steinecke trat 1960 in die LDPD ein. Von 1987 bis zur Auflösung der Partei war er stellvertretender Kreisvorsitzender der LDPD in Bitterfeld. Danach war er bis 1993 Mitglied der FDP.
Von 1986 bis 1990 gehörte er dem Kreistag des Kreises Bitterfeld an. In dieser Zeit war er zunächst Abteilungsleiter beim Rat des Kreises Bitterfeld, im Dezember 1989 wurde er zum Vorsitzenden des Kreistagspräsidiums berufen und blieb bis 1990 in dieser Funktion.
Bei der Volkskammerwahl 1990 wurde der damals in Siebenhausen wohnhafte Steinecke über den Listenplatz 2 der BFD-Liste im Wahlkreis Halle gewählt. In der Volkskammer hatte er den Vorsitz im Wirtschaftsausschuss inne. Seine Mitgliedschaft im Parlament endete mit dessen Auflösung zum 2. Oktober 1990.